# Гейдън
Гейдън (на английски: Gaydon) е село и енория в графство Уорикшър, Англия. Населението му е 445 жители (по приблизителна оценка от юни 2017 г.).
Близо до селото е бившата база на Кралските военновъздушни сили РАФ Гейдън, на чиято територия сега се намират централите на Ленд Роувър и Астон Мартин, както и Heritage Motor Centre, музей, в който се пази най-голямата колекция от класически британски автомобили в света. Наблизо има и фабрика на „Ягуар“.